# Niels Friis
Niels Friis (falecido em 1508) foi um prelado católico romano que serviu como bispo de Viborg (1498–1508).

## Biografia
A 4 de dezembro de 1498, Niels Friis foi nomeado Bispo de Viborg durante o papado de Alexandre VI, tendo servido como bispo até à sua morte em 1508.